# Keller (Teksas)
Keller – miasto w Stanach Zjednoczonych, w stanie Teksas, w hrabstwie Tarrant. Według spisu w 2020 roku liczy 45,8 tys. mieszkańców. Jest to przedmieście Fort Worth.

## Historia
Pierwsi osadnicy przybyli na te tereny około 1850 roku, prawa miejskie zaś miasto otrzymało 16 listopada 1955 roku.

## Demografia
W 2020 roku 78,9% populacji to biali (nie licząc Latynosów), co jest znacznie powyżej średniej stanu Teksas i obszaru metropolitalnego Dallas–Fort Worth. 10,1% populacji to Latynosi, następnie 6,1% miało pochodzenie azjatyckie, 3% było rasy mieszanej, 1,9% to czarni lub Afroamerykanie i 0,4% to rdzenna ludność Ameryki. 